# Tweede Kamerverkiezingen 2012/Kandidatenlijst/ChristenUnie
Dit is de kandidatenlijst voor de Tweede Kamerverkiezingen van 12 september 2012 van de ChristenUnie. Op 15 juni 2012 werd de conceptlijst bekendgemaakt, op 30 juni de definitieve lijst. Er waren geen wijzigingen in de lijst aangebracht.

## De lijst
- vet: verkozen
- schuin: voorkeurdrempel overschreden

1. Arie Slob (GKV) - 229.664 stemmen
2. Joël Voordewind (evangelisch) - 13.877
3. Carola Schouten (GKV) - 16.507
4. Gert-Jan Segers (protestantisme) - 2.992
5. Carla Dik-Faber (NGK) - 2.604
6. Eppo Bruins[1] (baptisme) - 1.152
7. Herman Wegter (evangelisch) - 4.672
8. Anja Haga - 2.262
9. Ixora Balootje - 2.111
10. Ard Kleijer - 923
11. Jan de Wit - 457
12. Martine Vonk - 1.230
13. Bert Tijhof - 1.338
14. Paul Blokhuis - 615
15. Arnout van Kempe - 370
16. Jacqueline Koops-Scheele - 278
17. Onno van Schayck - 307
18. Hugo Scherff - 443
19. Harmke Vlieg-Kempe - 637
20. Ben Visser - 540
21. Hugo Veldhuizen - 142
22. Stieneke van der Graaf - 875
23. Hermen Vreugdenhil - 236
24. Piet Adema - 502
25. Arjan Beekman - 941
26. Jurgen van Houdt - 370
27. Remco van Mulligen - 216
28. Jet Weigand-Timmer - 164
29. Reinier Koppelaar - 145
30. Janny Joosten-Leijendekker - 244
31. Mirjam Bikker - 298
32. Pieter Plug - 267
33. Bert Koops - 251
34. Martin Schuurman - 124
35. Klaas Harink - 254
36. Reinier van Hoffen - 116
37. Ron de Rover - 207
38. Marjolein Busstra - 140
39. Simone Kennedy-Doornbos - 175
40. Arne Schaddelee - 168
41. André Oldenkamp - 103
42. Jaap van Ginkel - 145
43. Bart Jaspers Faijer - 265
44. Ed Anker - 225
45. Jantien Fröling-Kok - 184
46. Freek Dommerholt - 202
47. Frank Visser - 245
48. Dick Schutte - 141
49. Orlando Bottenbley - 2.333
50. Arie van der Veer - 1.929

2002 · 2003 · 2006 · 2010 · 2012 · 
2017 · 
2021 · 
2023
VVD · PvdA · PVV · CDA · SP · D66 · GroenLinks · ChristenUnie · SGP · Partij voor de Dieren · Piratenpartij · MenS · Nederland Lokaal · Libertarische Partij · DPK · 50PLUS · LibDem · Anti Europa Partij · SOPN · PvdT · Politieke Partij NXD